# Shimurakorrespondens
Inom talteori är Shimurakorrespondens en korrespondens mellan modulära former F av vikt k+1/2, med k ett heltal, och modulära former f av vikt 2k, upptäckt och uppkallad efter Goro Shimura (1973). Korrespondensen har egenskapen att egenvärdet av HeckeoperatornTn2 över F är lika med egenvärdet av Tn över f.